# Melanie Chisholm
Melanie Jayne Chisholm, känd under sina artistnamn Mel C och Melanie C, född 12 januari 1974 i Whiston, Merseyside (utanför Liverpool), är en brittisk sångerska, låtskrivare, dansare, entreprenör och skådespelare. Hon är en av de fem medlemmarna i popgruppen Spice Girls, där hon är känd som Sporty Spice. Med Spice Girls har hon rest världen över och sålt över 100 miljoner album, och som soloartist har hon sålt över 20 miljoner exemplar.

När Spice Girls upplöstes år 2000 inledde hon i likhet med flera av de övriga gruppmedlemmarna en solokarriär och hon anses vara den som lyckats bäst.[källa behövs]

## Bakgrund
Melanie Jayne Chisholm föddes i Whiston i Merseyside och flyttade senare vid ung ålder till Widnes i Cheshire där hon huvudsakligen växte upp. Hon studerade vid Fairfield High School. Därefter läste hon en kurs i dans, sång, drama och musikalisk teater vid Doreen Bird College of Performing Arts i Sidcup i sydöstra London. Under collegetiden svarade hon på en annons i tidningen The Stage, där Chris och Bob Herbert sökte efter medlemmar till en ny tjejgrupp, som senare blev Spice Girls. Efter tre år på college läste hon till lärare i steppdans och modern teaterdans vid Imperial Society of Teachers of Dancing.

## Spice Girls
År 1994 gick Chisholm med i Spice Girls (då kallade Touch), bestående av Chisholm, Melanie Brown, Geri Halliwell, Emma Bunton och Victoria Adams. De släppte singeln "Wannabe" 1996, som blev en stor hit i Storbritannien och USA. Chisholm var ofta klädd i träningsoverall med sitt hår i en hästsvans och hade en pojkflickig attityd, vilket gav henne smeknamnet Sporty Spice. Deras debutalbum Spice och andra album Spiceworld sålde båda över 20 miljoner exemplar världen runt. I maj 1998, under "Spiceworld: The Tour", lämnade Halliwell gruppen och de fyra övriga medlemmarna fortsatte att uppträda. 2000 släppte Spice Girls sitt tredje och sista album, Forever. Albumet innehöll singelettorna "Goodbye", "Holler" och "Let Love Lead the Way". Efter skivsläppet gick medlemmarna skilda vägar under några år men har senare återförenats flera gånger.

## Solokarriär
Sedan Spice Girls upplösning har Chisholm varit aktiv som soloartist. Debutalbumet Northern Star släpptes 1999.
2022 utgav hon sin första biografi om sitt liv med titeln: Who I am; My story.

## Diskografi

### Studioalbum
- Northern Star (1999)
- Reason (2003)
- Beautiful Intentions (2005)
- This Time (2007)
- The Sea (2011)
- Stages (2012)
- Version of Me (2016)
- Melanie C (2020)

### Singlar
- 1999 – "Goin' Down"
- 1999 – "Northern Star"
- 2000 – "Never Be the Same Again" (med Lisa ”Left Eye” Lopes)
- 2000 – "I Turn to You"
- 2000 – "If That Were Me"
- 2003 – "Here It Comes Again"
- 2003 – "On the Horizon"
- 2003 – "Let's Love" (endast utgiven i Japan)
- 2003 – "Melt" / "Yeh Yeh Yeh"
- 2005 – "Next Best Superstar"
- 2005 – "Better Alone"
- 2005 – "First Day of My Life"
- 2007 – "The Moment You Believe"
- 2007 – "I Want Candy"
- 2007 – "Carolyna"
- 2007 – "This Time"
- 2008 – "Understand"
- 2011 – "Rock Me"
- 2011 – "Think About It"
- 2011 – "Weak"
- 2011 – "Let There Be Love"
- 2012 – "I Know Him So Well" (med Emma Bunton)
- 2013 – "Loving You" (med Matt Cardle)
- 2016 – "Anymore"
- 2016 – "Dear Life"
- 2017 – "Hold On" (med Alex Francis)
- 2017 – "Room for Love"
- 2019 – "High Heels"(med Sink The Pink)
- 2020 – "Who I am
- 2020 – "Blame it on me"
- 2020 – "Fearless" (med Nadia Rose)
- 2020 – "In and out of love"
- 2020 – "Into you"
- 2021 – "Touch me"

### Singlar (som bidragande artist)
- 1998 – "When You're Gone" (med Bryan Adams)
- 2012 – "He Ain't Heavy, He's My Brother" (som del av The Justice Collective)
- 2014 – "Cool as You" (med Peter Aristone)
- 2015 – "Let's Groove" (som domare i Asia's Got Talent)
- 2016 – "Cosmic Shower (Lost Humanity)" (med The Kandu Collective)
- 2016 – "Numb" (med Sons of Sonix)